# Vermouth & Noche
Vermouth & Noche es un álbum en directo y documental del grupo chileno Los Tres. El álbum fue grabado en 3 diferentes fechas y dos diferentes lugares, 17 y 18 de marzo del 2000, en La Batuta ubicada en Ñuñoa, Santiago y 19 de mayo del 2001 el Teatro Concepción ubicado en Concepción. El documental incluye reflexiones de los miembros de la banda en sus 14 años de carrera. El DVD incluye algunos de los videoclips del grupo y un Making-Off del Videoclip La respuesta.
Además, cuenta con dos cover: uno del músico brasileño Sergio Murilo "Deixa isso pra lá" (Deja eso ya!), tema que también grabaran Pat Henry y Los Diablos Azules en 1966, y otro más es del compositor italiano Ennio Morricone, titulado originalmente como "Tema italiano" para la Banda Sonora Original de la Película Le Clan des Siciliens, dirigida por el francés Henri Verneuil.

## Lista de canciones
Todas las canciones escritas y compuestas por Álvaro Henríquez, excepto donde se indique. 
| N.º   | Título                                                   | Escritor(es)     | Duración |  |
| 1.    | «Claus»                                                  | Roberto Lindl    | 1:04     |  |
| 2.    | «Hojas de Té»                                            |                  | 3:46     |  |
| 3.    | «Jarabe Para la Tos»                                     |                  | 4:19     |  |
| 4.    | «Deja Eso Ya»                                            | Sergio Murilo    | 2:46     |  |
| 5.    | «Clan Siciliano» (Tema italiano (Le Clan des Siciliens)) | Ennio Morricone  | 4:59     |  |
| 6.    | «Me Arrendé»                                             |                  | 3:45     |  |
| 7.    | «Jazz Huachaca»                                          | Roberto Parra    | 2:19     |  |
| 8.    | «He barrido el Sol»                                      |                  | 4:23     |  |
| 9.    | «Feria Verdadera»                                        | Henríquez, Lindl | 3:38     |  |
| 10.   | «Somos Tontos No Pesados»                                |                  | 9:22     |  |
| 40:35 |                                                          |                  |          |  |

## Vídeos
- El Aval (Se remata el siglo)
- Déjate Caer (La espada y la pared)
- La espada y la pared (La espada y la pared)
- Traje Desastre (MTV Unplugged)
- Bolsa De Mareo (Fome)
- Olor A Gas (Fome)
- La Torre De Babel (Fome)
- Silencio (Fome)
- No Me Falles (La sangre en el cuerpo)
- La Respuesta (La sangre en el cuerpo)
- La Respuesta (Making-Off)

## Músicos
- Álvaro Henríquez: Voz, Guitarra.
- Ángel Parra: Guitarra.
- Roberto Lindl: Bajo.
- Francisco Molina: Batería.
- Camilo Salinas: Teclado.

Músicos Invitados
- Makiza (Somos Tontos No Pesados) 
(Seo2, Cenzi y Anita Tijoux)